# Relazioni bilaterali tra Italia e Palestina
Le relazioni bilaterali tra Italia e Palestina fanno riferimento ai rapporti diplomatici fra la Repubblica Italiana e lo Stato di Palestina.
Il governo italiano non ha ancora formalmente riconosciuto la Palestina come Stato sovrano, in parte perché desidera attendere l'esito dei negoziati attualmente in stallo, e in parte perché nemmeno la maggior parte dei paesi dell'Unione europea la riconosce. Ciononostante, l'Italia sostiene fermamente la creazione dello Stato di Palestina in conformità con la soluzione dei due Stati . Contribuisce inoltre a finanziare l'UNRWA, che assiste i rifugiati palestinesi . Entrambe le nazioni fanno parte dell'Unione per il Mediterraneo.
L'Italia ha un consolato generale a Gerusalemme est e lo Stato di Palestina ha un'ambasciata a Roma.

## Storia
Dopo la guerra del 1967, gli studenti palestinesi accorsero in massa a studiare nelle università italiane e con essa venne fondata in Italia una sezione dell'Unione generale degli studenti palestinesi (GUPS), che fu l'unica presenza palestinese fino al 1974, quando accolse la delegazione dell'Organizzazione per la liberazione della Palestina con il nome di "ufficio" presso la sede della Lega degli Stati arabi fino al 1979. Nemer Hammad fu il primo rappresentante palestinese in Italia.
Durante gli anni di piombo, dopo una serie di attentati e omicidi compiuti in Italia nell'ambito del conflitto arabo-israeliano culminati nella strage all'aeroporto di Fiumicino del 1973, il ministro degli esteri Aldo Moro concluse verbalmente un patto segreto di non belligeranza tra lo Stato italiano e il Fronte Popolare per la Liberazione della Palestina (FPLP): con il cosiddetto Lodo Moro l'Italia avrebbe garantito ai palestinesi (aiutati da gruppi eversivi italiani) la libertà di passaggio di armi ed esplosivi sul proprio territorio nazionale, mentre i palestinesi avrebbero garantito in cambio di non compiere attentati terroristici in Italia.
Il governo italiano fu uno dei primi governi occidentali a riconoscere l'Organizzazione per la Liberazione della Palestina (OLP) quale rappresentante del popolo palestinese: nel giugno 1980 il presidente del consiglio Giulio Andreotti presiedette il Consiglio europeo a Venezia che approvò una dichiarazione finale in cui veniva riconosciuta l'OLP come legittima rappresentante dei palestinesi.
Dopo l'invasione israeliana del Libano nel giugno 1982, il presidente dell'OLP Yasser Arafat visitò l'Italia nel settembre 1982 su iniziativa dell'on. Agostino Spataro ed in occasione della 69° assemblea dell'Unione interparlamentare presieduta da Giulio Andreotti; venne ricevuto dal Presidente della Repubblica Sandro Pertini e da papa Giovanni Paolo II, tenendo un discorso alla Camera dei deputati ed incontrando i leader di DC, PCI e PSI e dei sindacati, mentre il presidente del consiglio Giovanni Spadolini rifiutò l'incontro: fu quindi aperto un ufficio di rappresentanza dell'OLP in Italia, denominato "Ufficio di Informazione e Collegamento", e i funzionari palestinesi furono trattati come rappresentanti dell'OLP.
Nell'ottobre 1985 il dirottamento dell'Achille Lauro portò alla crisi di Sigonella, la più grave crisi diplomatica del secondo dopoguerra tra l'Italia e gli Stati Uniti d'America. Poco dopo, l'attentato di Fiumicino del 1985 ebbe forti ripercussioni sull'opinione pubblica rispetto alle rivendicazioni dei palestinesi, che ne risultarono complessivamente indebolite.

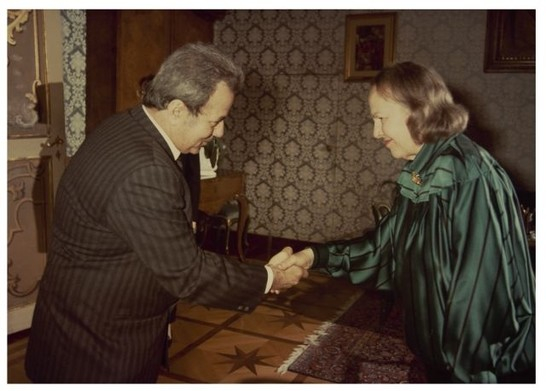
La Presidente della Camera dei deputati Nilde Iotti riceve il rappresentante dell'O.L.P. Farouk Kaddoumi (20 febbraio 1987)

Nel 1989, alla delegazione palestinese fu concesso lo status diplomatico e l'Italia riconobbe la sua Commissione Generale Palestinese. Da allora, l'Italia è stata un forte sostenitore del popolo palestinese e del suo diritto all'autodeterminazione. Le relazioni tra Italia e Palestina si basano sulla cooperazione economica, turistica, di sicurezza e di istruzione. Ad esempio, l'Italia fornì assistenza allo sviluppo all'Autorità Nazionale Palestinese per aiutarla a costruire infrastrutture e creare posti di lavoro. Inoltre, l'Italia è una delle principali destinazioni turistiche per i palestinesi e i due paesi hanno collaborato per migliorare la sicurezza nella regione. Infine, l'Italia ha anche fornito borse di studio per studenti palestinesi per studiare nelle università italiane.
Il 31 ottobre 2011, l'Italia si è astenuta dal votare a favore dell'adesione della Palestina all'Organizzazione delle Nazioni Unite per l'educazione, la scienza e la cultura (UNESCO). Il 30 novembre 2011, il Presidente della Repubblica italiana Giorgio Napolitano ha accettato di considerare la delegazione palestinese quale missione diplomatica, concendo lo status di ambasciatore al capo della missione: il 10 gennaio 2012, l'ambasciatore Sabri Attia ha presentato le sue credenziali come ambasciatore. Nel 2012, l'Italia ha votato a favore per riconoscere lo Stato di Palestina come membro osservatore alle Nazioni Unite.
Nel 2013, il Presidente del consiglio italiano Enrico Letta ha visitato i territori palestinesi come parte di un più ampio tour in Medio Oriente: la visita di Letta fu vista dagli analisti come uno sforzo per promuovere la pace nella regione e per rafforzare i legami tra l'Italia e i palestinesi, tuttavia, altri hanno notato come il governo Letta abbia continuato a compiere sforzi per consolidare le relazioni con Israele, pur mantenendo un approccio cauto in vari dibattiti riguardanti il conflitto israelo-palestinese, in linea con i governi precedenti.
Il 27 febbraio 2015 è stata approvata dalla Camera dei Deputati del Parlamento italiano, con 300 voti favorevoli e 45 contrari, una mozione non vincolante a sostegno del riconoscimento di uno Stato palestinese non appena quest'ultimo si fosse democratizzato, presentata dal Presidente del Consiglio Matteo Renzi e dal Partito Democratico. Contemporaneamente, la Camera dei Deputati approvò con 237 voti favorevoli e 84 contrari un'altra mozione, presentata dal Nuovo Centro-Destra e da altri partiti, che auspicava un "tempestivo ritorno ai negoziati diretti tra israeliani e palestinesi",  al fine di dare attuazione agli Accordi di Oslo, e subordinava il riconoscimento della Palestina come Stato a "un accordo politico tra Al-Fatah e Hamas [...] attraverso il riconoscimento dello Stato di Israele e l'abbandono della violenza". Una terza mozione che chiedeva esplicitamente il pieno e formale riconoscimento dello Stato palestinese, presentata da Sinistra Ecologia Libertà e dal Movimento Cinque Stelle, è stata respinta dalla stessa Camera, con 56 voti a favore e 317 contrari.

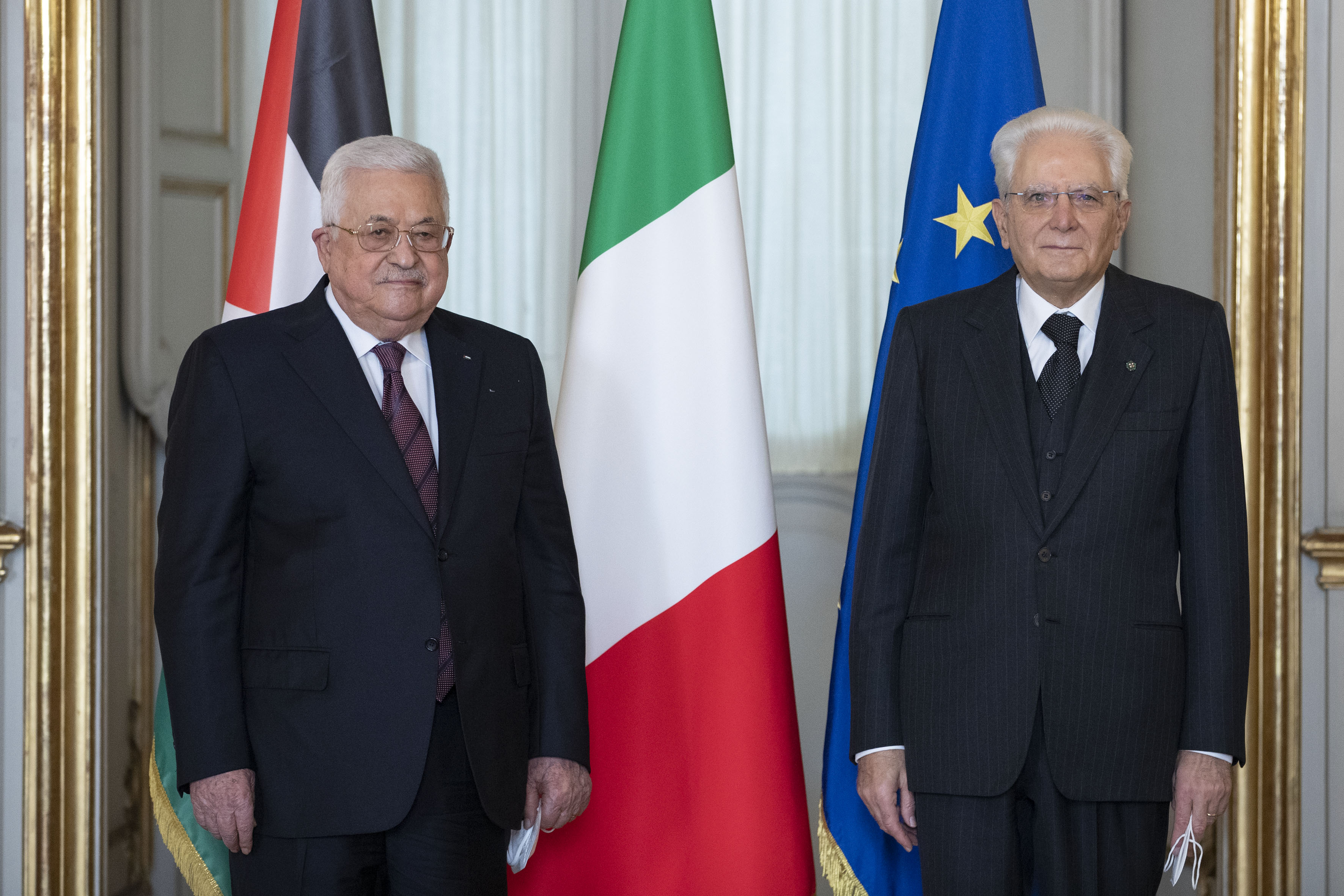
Mahmoud Abbas e Sergio Mattarella al Quirinale (2 novembre 2021)

A partire dal 2022, l'Italia ha donato 14 milioni di Euro all'UNRWA, agenzia delle Nazioni Unite che supporta i rifugiati palestinesi, sette milioni dei quali sono stati investiti nei servizi principali del programma. Tuttavia, in seguito all'all'attacco del 7 ottobre guidato da Hamas contro Israele, il governo italiano ha sospeso i suoi finanziamenti all'UNRWA; la decisione è stata tenuta segreta fino al 27 gennaio 2024, quando il ministro degli Affari esteri Antonio Tajani l'ha confermata pubblicamente, dopo che anche diversi altri paesi dell'UE e internazionali hanno deciso di interrompere temporaneamente i loro finanziamenti a causa di una serie di accuse mosse da Israele contro l'agenzia, tra cui il coinvolgimento di alcuni membri del suo personale nella Striscia di Gaza nell'attacco guidato da Hamas. Il 25 maggio 2024, a seguito di un incontro tra Tajani e il Primo Ministro palestinese Mohammad Mustafa presso il Palazzo della Farnesina a Roma, il primo annunciò in un comunicato stampa che l'Italia avrebbe ripristinato il suo sostegno finanziario all'UNRWA, seppur a condizione che "nemmeno un centesimo rischi di finire a sostegno del terrorismo". Secondo Tajani, il governo italiano aveva approvato un pacchetto di recupero di 35 milioni di euro per la popolazione palestinese, di cui cinque destinati all'UNRWA, e i restanti 30 milioni destinati all'iniziativa Food for Gaza, in collaborazione con la FAO, l' APM e la Mezzaluna Rossa.
Il 27 ottobre 2023, l'Italia si è astenuta dal voto su una risoluzione dell'Assemblea generale delle Nazioni Unite che chiedeva un cessate il fuoco immediato nella guerra di Gaza, prima di assumere la stessa posizione su una risoluzione simile il 12 dicembre dello stesso anno. Tuttavia, il 25 gennaio 2024, il Partito Democratico e la sua segretaria Elly Schlein hanno presentato una mozione non vincolante esortando il governo a "sostenere ogni iniziativa volta a chiedere un cessate il fuoco umanitario immediato" nella guerra; a seguito dell'aggiunta di diversi emendamenti e di due telefonate tra Schlein e il Primo Ministro Giorgia Meloni, la risoluzione è stata approvata dalla Camera dei Deputati, con l'astensione dal voto dei parlamentari dei partiti di destra che sostenevano il governo Meloni.
Il 10 maggio 2024, l'Italia si è astenuta dal voto su un'altra risoluzione dell'Assemblea generale delle Nazioni Unite che rafforzava i diritti della Palestina alle Nazioni Unite come Stato osservatore; il Rappresentante permanente italiano alle Nazioni Unite, Maurizio Massari, ha spiegato la decisione affermando che l'Italia "condivideva l'obiettivo di una pace globale e duratura che poteva essere raggiunta solo attraverso una soluzione a due Stati ", ma riteneva che il suddetto accordo "dovesse essere raggiunto attraverso negoziati diretti tra le [due] parti".
Il 20 febbraio 2025, una proposta del Movimento 5 Stelle che promuoveva il riconoscimento dello Stato di Palestina da parte dell'Italia è stata respinta dal Senato italiano con 80 voti contrari.
Nel marzo 2025, l'Italia ha sostenuto i piani arabi per la ricostruzione di Gaza. Nel luglio 2025, sia la Presidente del consiglio Giorgia Meloni che il Ministro degli esteri Antonio Tajani hanno dichiarato che l'Italia non era pronta a riconoscere la Palestina, in quanto tale mossa sarebbe stata controproducente.